# Левчун Наталія Петрівна
Наталія Петрівна Левчун (Сирцова) (22 січня 1975, Вирка) — українська письменниця, поетеса.

## Біографія
Народилась 22 січня 1975 року у селі Вірка Сарненського району Рівненської області. У 1992—1997 рр. навчалась у Рівненському педагогічному інституті, який закінчила за спеціальністю «Українська мова і література, історія». Працювала журналістом у газетах міста Рівного «Слово і час», «Рівненська газета», «Рівне-Ракурс», літературним редактором у газеті «Львівська пошта», зараз займається редагуванням наукової літератури. Член Національної спілки письменників України з 1996 року Рівненська обласна організація НСПУ), Спілки журналістів з 2000 року. Переможець Міжнародного конкурсу молодих українських літераторів «Гранослов».
З 2007 року живе у Львові.

## Твори
- «Кульбабеня». — Рівне, 1991.
- «Підсвідома свіча». — Київ, 1994.
- «Світальна ніч». —  Рівне, 2003,

## Джерело
Наталія Петрівна Левчун // Пащук І. Літературно-краєзнавча енциклопедія / І.Пащук. — Рівне, 2005. — С. 10.